# Biblioteczka Toruńska
Biblioteczka Toruńska – popularnonaukowa seria wydawnicza, powstała z okazji jubileuszu 750-lecia Chełmna i Torunia, wydawana w latach 1980–1984. Powstała w celu przybliżenia mieszańcom Pomorza historii regionu.

## Historia powstania

### Geneza
Za powstanie Biblioteczki Toruńskiej odpowiedzialne było Toruńskie Towarzystwo Kultury. Powołało ono Komisję Wydawniczą Komitetu Obchodów 750-lecia miasta Torunia, która miała zająć się redakcją serii. W skład komisji wchodzili między innymi: Alojzy Tujakowski, Zygfryd Gardzielewski i Teresa Zerzoń, a jednym z jej pierwszych przewodniczących był Zefiryn Jędrzejewski. Skład komisji na przestrzeni lat wielokrotnie się zmieniał, ale zawsze tworzyli ją przedstawiciele instytucji zajmujących się działalnością wydawniczą na terenie dzisiejszego województwa kujawsko-pomorskiego. 
Decyzja o tym, jakie tematy mają poruszać poszczególne zeszyty serii, miała zostać podjęta po rozstrzygnięciu konkursu. Do Komisji zgłaszały się oficyny i instytucje wydawnicze. Te, które uzyskałby największą aprobatę, miały otrzymać dofinansowanie od Urzędu Miejskiego i Urzędu Wojewódzkiego. Spośród wszystkich zgłoszeń zdecydowano się na współpracę z trzema wydawnictwami, co dało zarys serii, jaką miała być „Biblioteczka Toruńska”.

### Tytuł
W „Planie Działania Toruńskiego Towarzystwa Kultury” z roku 1981, informowano, że seria ma ukazać się pod tytułem „Narodziny Miast Pomorskich – 750-lecie Torunia i Chełmna”. Ostatecznie jednak nazwa ta nie przyjęła się. Pozostawiła po sobie ślad jedynie w finalnej nazwie wydawnictwa, która w pełnej formie brzmiała „Prace popularnonaukowe Wydane z Okazji Obchodów 750-lecia Miast Torunia i Chełmna. Biblioteczka Toruńska”. Mówiąc o serii, używano zwykle jej skróconej nazwy, czyli „Biblioteczka Toruńska”.

## Format i cechy serii
Poszczególne numery serii miały wymiary 20×13 centymetrów. Różniły się jedynie objętością stron – najcieńszy zeszyt miał ich 59, najobszerniejszy zaś 113.
Stroną graficzną zaprojektował publikacji się Zygfryd Gardzielewski, który zasłynął projektem Antykwy Toruńskiej. Okładka zeszytów została podzielona na dwie części. Górna, większa zawierała ilustrację, która nawiązywała do tematyki danego numeru, na dolnej zaś był tytuł (złożony wspomnianą antykwą) oraz całą nazwę Toruńskiego Towarzystwa Kultury wraz z jego sygnetem wydawniczym. Sygnet przedstawiał herb Torunia (mur miejski z trzema basztami i bramę miejską – symbole miasta) umieszczony w dekoracyjnym obramowaniu. Wewnątrz każdego numeru, na stronie przytytułowej zamieszczono jego rozszerzoną wersję z dopiskiem „Toruń” oraz datą 1233–1983.
Nakład, na jaki się zdecydowano, wynosił 3 tysiące egzemplarzy dla każdego tomiku – wyjątki stanowiły jednie zeszyty nr 9 i 11, które wydano w nakładzie 5 tysięcy.

## Spis pozycji
Ostatecznie zdecydowano się na opublikowanie 12 pozycji „Biblioteczki Toruńskiej”, wydanych w latach 1980-1984.
- Pierwsze lokacje miast nad Wisłą – 750 lat Torunia i Chełmna, Tomasz Jasiński.
- Pierwotny i odnowiony przywilej chełmiński (1233 i 1251 r.), Krystyna Melkowska-Zielińska.
- Herb i pieczęcie miasta Torunia, Karola Ciesielska.
- Myśl Oświecenia w Toruniu, Stanisław Salmonowicz.
- Wspomnienie o Toruniu z czasów drugiej Rzeczpospolitej 1920 –1939, Jerzy Serczyk.
- Wśród fratów i konfratów toruńskich. Z dziejów życia kulturalnego Torunia w latach 1920 – 1939, Jan Bełkot.
- Cechy rzemieślnicze w Toruniu i Chełmnie. Zarys dziejów, Janusz Tandecki.
- Toruń. Przestrzenny rozwój miasta, Tadeusz Gregorkiewicz.
- Toruń niewiarygodny, Tadeusz Petrykowski.
- Imprezy towarzyskie i oficjalne w dawnym Toruniu. Szkice, por. red. Jacka Staszewskiego.
- Ratusz w Chełmnie, Jerzy Kałdowski.
- Chełmno współczesne na tle jego przeszłości, Eugenia Kwiatkowska.